# Archiwum Etnograficzne
Archiwum Etnograficzne – seria wydawnicza Polskiego Towarzystwa Ludoznawczego (PTL), wydawana od 1951 roku.  

## Historia
Seria została założona z inicjatywy prof. Józefa Gajka (1907–1987). Celem powołania „Archiwum Etnograficznego” była potrzeba i chęć publikowania źródeł i materiałów do badań, w szczególności pochodzących z oryginalnych, historycznych i współczesnych eksploracji terenowych. W pierwszych dekadach istnienia serii chętnie podejmowano tematykę ludowej obrzędowości rodzinnej, publikowano także materiały do historii odzieży, rzemiosła i regionów. Ukazywały się materiały etnograficzne, materiały do historii etnografii, kwestionariusze do badań, biuletyny informacyjne itp.
W latach 50. XX w. seria wzbogaciła się w opracowania monograficzne dotyczące m.in. roślin dziko rosnących czy historii etnografii polskiej. W kolejnych dekadach obok opracowań monograficznych wydawano różnego rodzaju indeksy i zestawienia bibliograficzne oraz publikacje dotyczące efektów dorocznych konferencji naukowych, jakie organizuje PTL w związku z dorocznymi zjazdami Towarzystwa.

## Publikacje
W ramach serii publikowany jest (od 2002 roku) słownik „Etnografowie i ludoznawcy polscy: sylwetki, szkice biograficzne”, liczący 6 tomów (stan na 2020 rok). Łącznie w ramach „Archiwum Etnograficznego” do 2020 roku ukazały się 64 publikacje.

### Lista publikacji[1]
| Lp. | Autor                                          | Tytuł | Rok wydania |
| --- | ---------------------------------------------- | --- | ----------- |
| 1.  | Aleksander Oleszczuk                           | Ludowe obrzędy weselne na Podlasiu | 1951        |
| 2.  | Bohdan Baranowski                              | Najważniejsze procesy o czary w Kaliszu | 1951        |
| 3.  | Stanisław Szczotka                             | Materiały do dziejów zbójnictwa góralskiego z lat 1589–1782                                                                                                  | 1952        |
| 4.  | Sebastian Flizak                               | Materiały etnograficzne i historyczne z terenu Zagórzan | 1952        |
| 5.  | Janusz Kamocki                                 | Przegląd kwestionariuszy etnograficznych wydanych w języku polskim                                                                                           | 1953        |
| 6.  | Praca zbiorowa                                 | Nowe drogi etnografii radzieckiej | 1953        |
| 7.  | –                                              | – | –           |
| 8.  | Leszek Itman                                   | Przyczynek do znajomości rzemiosła bednarskiego w Polsce | 1955        |
| 9.  | Leopold Węgrzynowicz                           | Indeks treści etnograficznej miesięcznika „Orli Lot” z lat 1920–1950                                                                                         | 1958        |
| 10. | Władysław Ziemacki                             | Materiały do historii odzieży z lat 1818–1863 | 1656        |
| 11. | Halina Bittner, Anna Łyszcz, Zofia Staszczak   | Materiały do bibliografii etnografii polskiej (1945-1955); Wykaz książek nabytych przez PTL (1945-1955); Wykaz zawartości Archiwum Naukowego PTL (1945-1955) | 1956        |
| 12. | Władysław Bieńkowski                           | Poprzednicy Oskara Kolberga na polu badań ludoznawczych w Polsce. Podłoże społeczne początków etnografii polskiej                                            | 1956        |
| 13. | Nieznany                                       | Biuletyn Informacyjny PTL nr 1 | 1956        |
| 14. | Neznany                                        | Biuletyn Informacyjny PTL nr 2 | 1956        |
| 15. | Nieznany                                       | Biuletyn Informacyjny PTL nr 3 | 1956        |
| 16. | Nieznany                                       | Biuletyn Informacyjny PTL nr 4 | 1958        |
| 17. | Wiktor Schramm                                 | Ludowe obrzędy weselne we wsiach doliny Hoczewki i Tarnawki Ziemi Sanockiej                                                                                  | 1958        |
| 18. | Stanisław Bąk                                  | Wesele ludowe w Grębowie (sandomierskie) | 1958        |
| 19. | Olga Gajkowa                                   | Jan Karłowicz i Ludwik Krzywicki jako reprezentanci dwu nurtów w etnologii polskiej                                                                          | 1959        |
| 20. | Julian Bartyś, Irena Turnau                    | Materiały do historii odzieży ludowej południowo-wschodniej Wielkopolski                                                                                     | 1959        |
| 21. | Teresa Siudowska-Myzykowa                      | Materiały do bartnictwa w północno-wschodniej Europie ze szczególnym uwzględnieniem obszaru Polski                                                           | 1960        |
| 22. | Józef Gajek                                    | Kwestionariusz nr 5. Transport i komunikacja lądowa | 1960        |
| 23. | Anna Wirpsza                                   | Zestawienie nabytków biblioteki PTL za okres 1956-1959 | 1960        |
| 24. | Józef Babicz                                   | Nauka o ludach Fryderyka Ratzla | 1962        |
| 25. | Maria Henslowa                                 | Rośliny dziko rosnące w kulturze ludu polskiego | 1962        |
| 26. | Janusz Bohdanowicz                             | Materiały do kowalstwa ludowego południowej Kielecczyzny | 1963        |
| 27. | Józef Gajek                                    | Ludowa kultura materialna – zagadnienia wybrane. Kwestionariusz                                                                                              | 1964        |
| 28. | Aleksander Oleszczuk                           | Pieśni ludowe z Podlasia | 1965        |
| 29. | Wincenty Pol                                   | Prace z etnografii północnych stoków Karpat | 1966        |
| 30. | Praca zbiorowa                                 | Materiały etnograficzne z powiatu limanowskiego – zeszyt 1–3                                                                                                 | 1967–1987   |
| 31. | Feliks Olesiejuk                               | Obrzędy weselne w Lubelskiem. Materiały etnograficzne do badań nad obrzędowością weselną                                                                     | 1971        |
| 32  | Jadwiga Pawłowska                              | Wieś warmińska Brąswałd w województwie olsztyńskim w latach 1945–1967                                                                                        | 1987        |
| 33. | red. Leszek Dzięgiel                           | Na egzotycznych szlakach | 1987        |
| 34. | Grażyna Ewa Karpińska, Małgorzata Niewiadomska | Bibliografia zawartości „Literatury Ludowej” za lata 1957–1980                                                                                               | 1986        |
| 35. | Grażyna Ewa Karpińska, Małgorzata Niewiadomska | Bibliografia zawartości „Ludu” za lata 1895–1985 | 1988        |
| 36. | Jan Świętek                                    | Brzozowa i okolica Zakliczyna nad Dunajcem. Obraz etnograficzny – zbiór z lat 1897–1906; cz. 1–5                                                             | 1989–2001   |
| 37. | Artur Hlebowicz                                | Bibliografia etnografii polskiej za lata 1926–1933 | 1993        |
| 38. | Witold Piksa                                   | Spojrzenie na Tatry poprzez wieki – od pierwszych wzmianek do Oświecenia                                                                                     | 1995        |
| 39. | Agnieszka Andrunik                             | Bibliografia etnografii polskiej za lata 1934–1939 | 1996        |
| 40. | Jolanta Kościelska                             | Bibliografia etnografii polskiej za lata 1986–1990 | 1996        |
| 41. | red. Zygmunt Kłodnicki                         | Pogranicza kulturowe i etniczne w Polsce | 2003        |
| 42. | red. Michał Buchowski, Andrzej Brencz          | Polska – Niemcy. Pogranicze kulturowe i etniczne | 2004        |
| 43. | red. Anna Nadolska-Styczyńska                  | Zagrożenie tożsamości? Problematyka globalizacji w zainteresowaniach polskiej antropologii                                                                   | 2005        |
| 44. | red. Ewa Fryś-Pietraszkowa, Anna Spiss         | Etnografowie i ludoznawcy polscy. Sylwetki, szkice biograficzne, t. 2                                                                                        | 2007        |
| 45. | Natalia Gancarz                                | Brzozowa – wiek później: zmiana kulturowa w obrzędowości narodzin i śmierci                                                                                  | 2007        |
| 46. | Inga Kuźma                                     | Współczesna religijność kobiet: antropologia doświadczenia                                                                                                   | 2008        |
| 47. | red. Michał Buchowski                          | Polska – Ukraina. Pogranicze kulturowe i etniczne | 2008        |
| 48. | red. Róża Godula-Węcławowicz                   | Miasto w obrazie, legendzie, opowieści… | 2008        |
| 49. | red. Janusz Kamocki                            | Polska – Słowacja. Pogranicze kulturowe i etniczne | 2009        |
| 50. | red. Anna Spiss, Zofia Szromba-Rysowa          | Etnografowie i ludoznawcy polscy. Sylwetki, szkice biograficzne, t. 3                                                                                        | 2010        |
| 51. | Bożena Lewandowska, Józef Kąś                  | Wesele orawskie dawniej i dziś | 2010        |
| 52. | red. Małgorzata Michalska                      | Polacy poza granicami kraju u progu XXI wieku | 2011        |
| 53. | red. Wojciech Olszewski, Violetta Wróblewska   | Za miedzę, za morze, w zaświaty… Kulturowe wymiary podróżowania                                                                                              | 2012        |
| 54. | red. Janina Hajduk-Nijakowska                  | Praktykowanie tradycji w społeczeństwach posttradycyjnych | 2014        |
| 55. | red. Anna Weronika Brzezińska, Jacek Schmidt   | Regiony i regionalizmy w Europie. Badania – kreacje – popularyzacje                                                                                          | 2014        |
| 56. | red. Anna Spiss, Jan Święch                    | Etnografowie i ludoznawcy polscy. Sylwetki, szkice biograficzne, t. 4                                                                                        | 2014        |
| 57. | red. Grażyna Kubica-Heller, Katarzyna Majbroda | Obserwatorki z wyobraźnią. Etnograficzne i socjologiczne pisarstwo kobiet                                                                                    | 2014        |
| 58. | red. Dorota Angutek                            | Przyszłość wielokulturowości w Polsce? Nowe wyzwania dla antropologii kulturowej i etnologii                                                                 | 2016        |
| 59  | Tomasz Rokosz                                  | Obrzęd sobótkowy: tradycja i jej transformacje (studium etnokulturowe)                                                                                       | 2016        |
| 60. | red. Jan Adamowski, Mariola Tymochowicz        | Sacrum w kulturze tradycyjnej i współczesnej | 2016        |
| 61. | Małgorzata Rygielska                           | Monografia Ignacego Lubicz Czerwińskiego "Okolica Za-dniestrska". Studium kulturoznawcze                                                                     | 2019        |
| 62. | red. Katarzyna Ceklarz, Anna Spiss, Jan Święch | Etnografowie i ludoznawcy polscy. Sylwetki, szkice biograficzne, t. 5                                                                                        | 2019        |
| 63. | Joanna Dziadowiec-Greganić, Agnieszka Dudek    | Handmade in Wiśniowa. Wiśniowsko rócno robota. O najbardziej materialnym z niematerialnych aspektów dziedzictwa kulturowego w pogranicznej gminie Wiśniowa   | 2019        |
| 64. | red. Jan Święch, Katarzyna Ceklarz             | Etnografowie i ludoznawcy polscy. Sylwetki, szkice biograficzne, t. 6                                                                                        | 2020        |

## Redakcja (2021–2024)[1]
- Katarzyna Ceklarz – redaktorka naczelna
- Anna Engelking – zastępczyni redaktora serii
- Joanna Koźmińska – sekretarz redakcji
- Damian Kasprzyk – członek redakcji